# Свертушка гірська
Све́ртушка гірська (Poospiza garleppi) — вид горобцеподібних птахів родини саякових (Thraupidae). Цей рідкісний вид птахів є ендеміком Болівії.

## Опис
Довжина птаха становить 17 см. Лоб і нижня частина тіла рожевувато-руді. Над очима рожевувато-руді "брови", під очима рожевувато-руді плями. Потилиця, верхня частина тіла і боки тьмяно-сірі, на обличчі тьмно-сіра "маска", під дзьобом вузькі тьмяно-сірі "вуса". Крила і хвіст темно-сірі. Дзьоб невеликий, темний. У молодих птахів верхня частин тіла темно-сіра, горло і груди поцятковані охристо-коричневими плямками.

## Поширення і екологія
Гірські свертушки мешкають в центральноїБолівії, переважно в департаменті Кочабамба, а також на півночі Потосі та в Чукісаці. Вони живуть у високогірних чагарникових заростях та у вологих гірських тропічних лісах. Зустрічаються на висоті від 2950 до 3800 м над рівнем моря.

## Збереження
МСОП класифікує стан збереження цього виду як близький до загрозливого. За оцінками дослідників, популяція гірських свертушок становить від 270 до 2700 птахів. Їм загрожує знищення природного середовища.